# 泉區 (橫濱市)
泉區（日语：／ Izumi ku */?）是日本神奈川縣橫濱市的18個行政區之一。總面積23.56平方公里。是橫濱市面積第9大區，占市總面積的5.42％。1986年11月3日從戶塚區分割設立。泉區這一區名是由公開募集決定。

## 地理
泉區位於橫濱市西南部，西側隔著境川與藤澤市、大和市相望、北接瀨谷區、旭區，東側與南側和戶塚區相鄰。相鐵泉野線、橫濱市營地下鐵藍線以及神奈川縣道22号橫濱伊勢原線（通稱長後街道）穿過泉區。泉區過去屬於戶塚區，是日立製作所戶塚廠、橫濱廠、普利司通員工的臥城，因此與戶塚區的關係緊密。
1965年起，隨著市營上飯田團地、縣營銀杏團地等大規模公營團地的建設，以及1976年相鐵泉野線的開通，以鐵路沿線為中心展開急速的住宅開發。住宅自有率與獨棟房屋率為市內第一。

### 區名的由來
根據公開募集的結果，從候補選項「和泉區」、「泉區」、「いずみ區」（中文可翻為泉區）之中選出，選擇 「泉區」這個名稱是因為其清新的形象和簡潔的語言，希望該區能有湧泉般源源不絕的年輕力量，是典型的祥瑞地名。
| 順位 | 區名       |
| ---- | ---------- |
| 1位  | 和泉區     |
| 2位  | 泉區       |
| 3位  | いずみ區   |
| 4位  | 彌生區     |
| 5位  | いずみ野區 |
| 6位  | 富士見區   |
| 7位  | 中和田區   |
| 8位  | 西戶塚區   |
| 9位  | 北戶塚區   |
| 10位 | 光區       |

## 教育

### 大学
- 菲利斯女学院大学（綠園校區）

### 高等学校
公立
- 神奈川縣立橫濱修悠館高等学校
- 神奈川縣立橫濱綠園高等学校
- 神奈川縣立松陽高等学校

私立
- 秀英高等学校（通信制）

### 中学校
- 橫濱市立岡津中学校
- 橫濱市立中和田中学校
- 橫濱市立泉丘中学校
- 橫濱市立中田中学校
- 橫濱市立上飯田中学校
- 橫濱市立泉野中学校
- 橫濱市立領家中学校

### 小学校
- 橫濱市立泉野小学校
- 橫濱市立飯田北銀杏小学校
- 橫濱市立新橋小学校
- 橫濱市立中田小学校
- 橫濱市立中和田南小学校
- 橫濱市立和泉小学校
- 橫濱市立葛野小学校
- 橫濱市立伊勢山小学校
- 橫濱市立岡津小学校
- 橫濱市立西岡小学校
- 橫濱市立中和田小学校
- 橫濱市立上飯田小学校
- 橫濱市立下和泉小学校
- 橫濱市立東中田小学校

## 交通

### 鐵路
相模鐵道
- 泉野線：夢丘站 - 泉中央站 - 泉野站 - 彌生台站 - 綠園都市站

橫濱市交通局（橫濱市營地下鐵）
- 藍線：下飯田站－立場站－中田站－踊場站
- 夢丘站與下飯田站相距只有200公尺。

### 公車
- 神奈川中央交通
- 相鐵巴士
- 天台觀光（泉中央站〜下飯田站前〜下和泉住宅）[1]

### 道路

#### 縣道
- 神奈川縣道22号橫濱伊勢原線

- 神奈川縣道401号瀨谷柏尾線
- 神奈川縣道402号阿久和鎌倉線

## 觀光景點

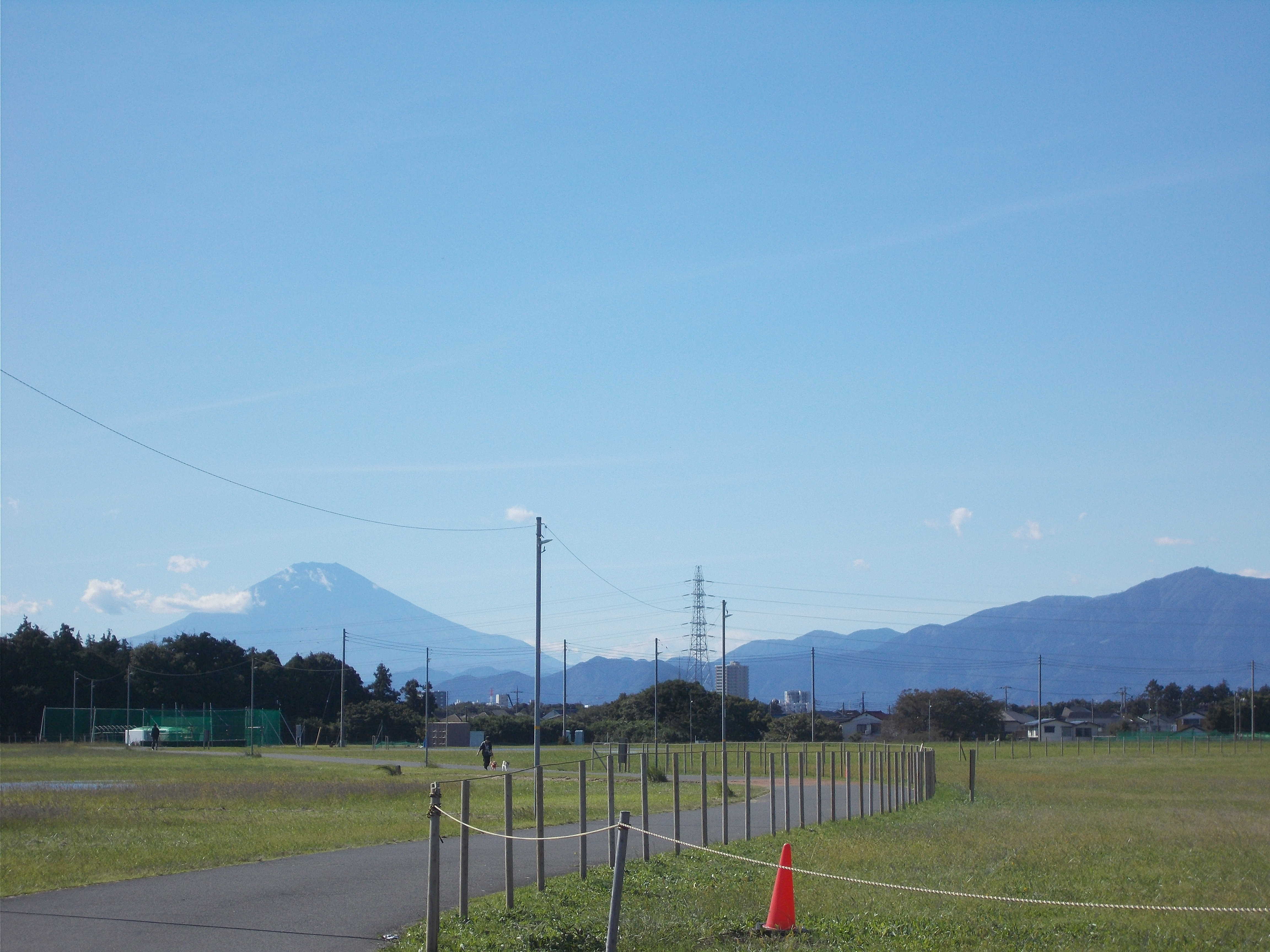
深谷通信所遺跡

### 公園・自然環境・景觀
- 天王森泉公園・天王森泉館（舊清水紡紗廠本館）
- 泉中央公園
- 和泉川畔
- 四谷湧水
- 酒湧池
- 和泉遊水池
- 橫根稻荷神社附近（「關東的富士見百景」No.72）[2]

### 寺社
- 御靈神社・山神祠
- 本興寺
- 西林寺（枝垂櫻的名所）
- 密藏院
- 觀音寺（阿久和安藤家的菩提寺。秘藏的觀音菩薩立像33年開龕一次。下次是2047年）[3]
- 普光寺（觀音菩薩立像2009年迎來開光550週年）[4]
- 長福寺

### 設施
- 深谷通信所遺跡
- 相鐵文化会館・相鐵藝廊
- 橫濱市泉區民文化中心
- 羽太鄉土資料館
- 小島資料館
- 橫濱市立飯田北小学校鄉土資料室

## 出身有名人
- 嵐ヨシユキ (橫濱銀蠅) - 製作人、歌手
- 杏小百合（藝人）
- 板野友美（前AKB48、歌手、藝人）
- 板野成美（藝人）
- 臼井幸平（足球選手）
- 黒澤幸司（播音員）
- 久留須裕美（藝人）
- 小阪由佳（寫真偶像）
- 金剛地武志（演員、音樂家）
- 佐伯伽耶（歌手・女優）
- 關戶めぐみ（播音員・女演員）
- 代田建紀（前職棒選手）
- 高橋智（前職棒選手）
- 高田延彦（格鬥家）
- 塙雄喜 （音樂家）
- 坪松裕樹（音樂家）
- 西嶋一記（前職棒選手）
- 柳川洋平（前職棒選手）
- 水內猛（前職業足球選手）
- 比留川游（模特兒）
- 廣瀨優（搞笑藝人）
- 本田清巳（音樂家）
- 增田ユリヤ（新聞記者）
- 宮澤夕貴（籃球選手）
- 矢口真里（歌手、前早安少女組）

## 外部連結
- OpenStreetMap上有關泉區 (橫濱市)的地理
- 横浜市泉区情報的X（前Twitter）
- 官方网站